# Provincia de Espírito Santo
La provincia de Espírito Santo (en portugués: província do Espírito Santo) fue una unidad administrativa y territorial del Imperio del Brasil desde 1821, creada a partir de la capitanía del Espíritu Santo. Luego de la proclamación de la República el 15 de noviembre de 1889 pasó a convertirse en el actual estado de Espírito Santo.